# East Oakdale
East Oakdale est une census-designated place du comté de Stanislaus, dans l'État de Californie, aux États-Unis,. En 2020, elle compte une population de 3 201 habitants.